# Колібрі-лісовичок фіолетоволобий
Колі́брі-лісовичо́к фіолетоволобий (Thalurania colombica) — вид серпокрильцеподібних птахів родини колібрієвих (Trochilidae). Мешкає в Центральній і Південній Америці.

## Опис

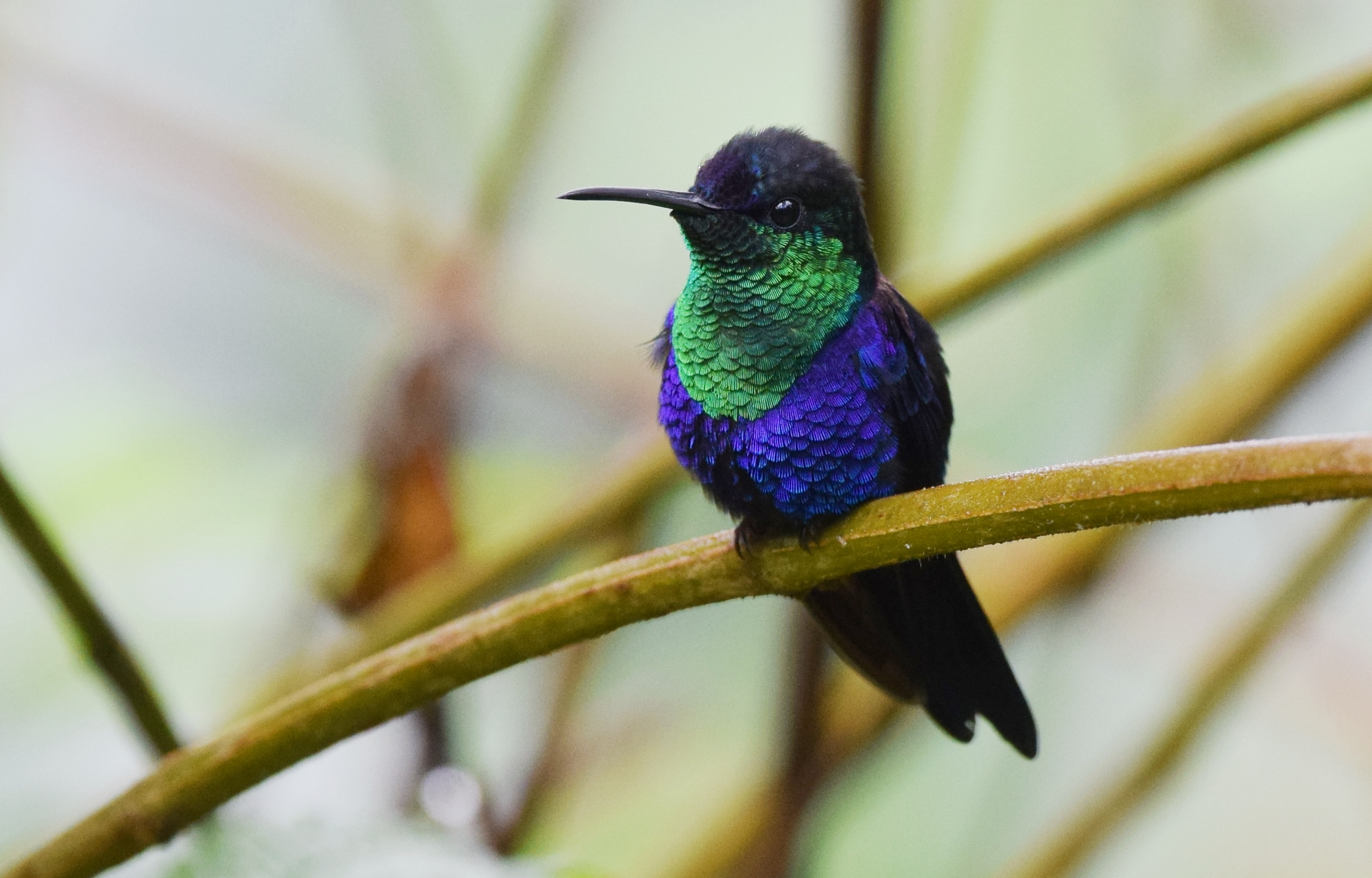
Самець фіолетоволобого колібрі-лісовичка (Коста-Рика)

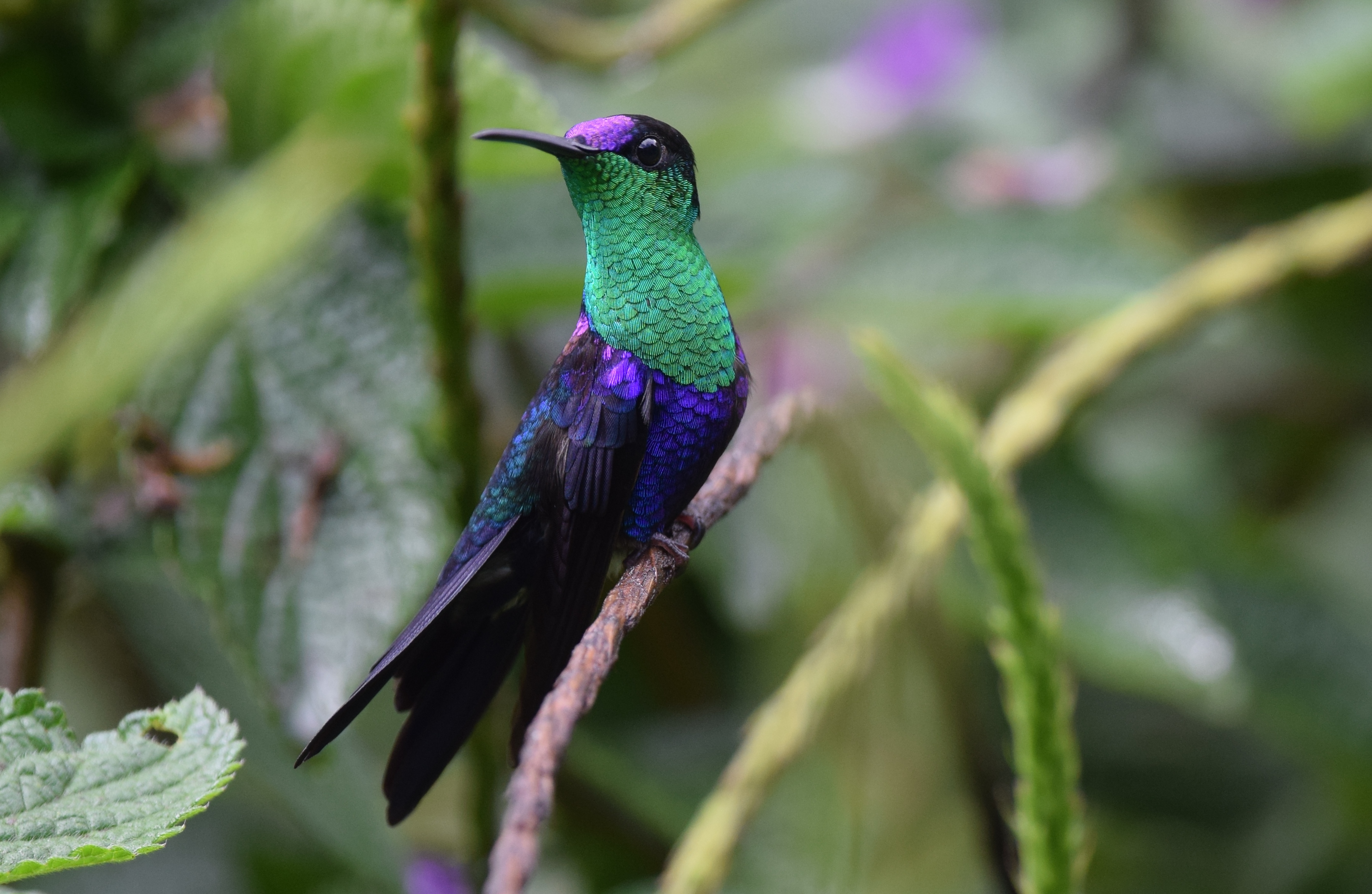
Самець фіолетоволобого колібрі-лісовичка (Коста-Рика)

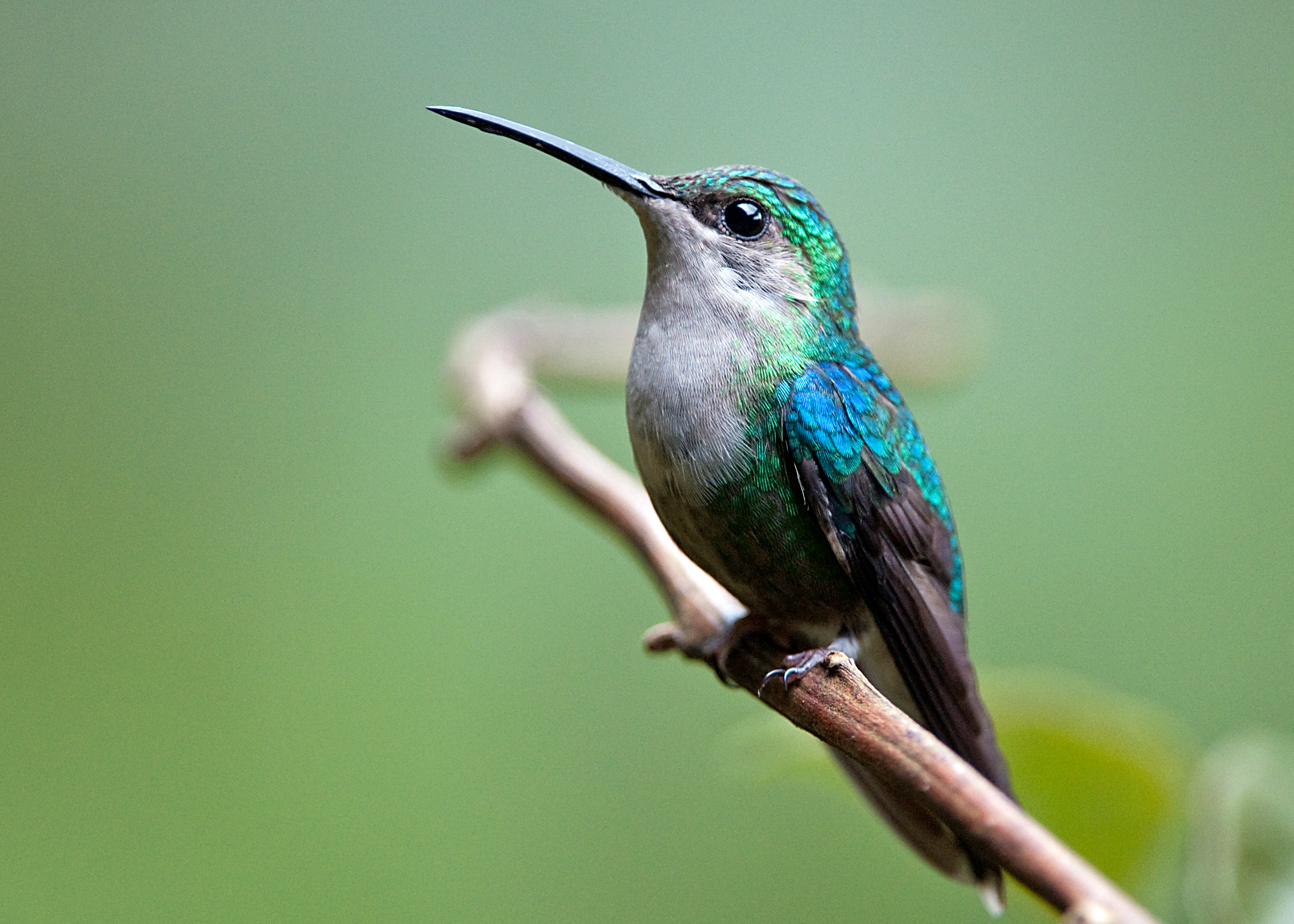
Самиця фіолетоволобого колібрі-лісовичка (Коста-Рика)

Довжина самців становить 9,5-11,5 см, вага 4-5,5 г, довжина самиць становить 8,5-9,2 см, вага 3,5-4,2 г. У самців номінативного підвиду лоб, тім'я, верхня частина спини і живіт фіолетові, потилиця у них темно-бронзово-зелена, нижня частина спини і надхвістя темно-синьо-зелені. Горло і груди зелені, блискучі. Хвіст глибоко-роздвоєний, синювато-чорний. Дзьоб довгий, дещо вигнутий, чорний. У дорослих самиць верхня частина тіла яскраво-зелена, горло і груди блідо-сірі, живіт більш темно-сірий. Хвіст синювато-чорний, три крайні пари стернових пер мають білі кінчики. У молодих самців тім'я, горло і нижня частина тіла темна, місцями поцятковані райдужними плямками. У молодих самиць верхня частина тіла темно-зелена, нижня частина тіла у них повністю блідо-сіра.
У самців підвиду T. c. townsendi потилиця бронзова, живіт зелений, з боків фіолетовий. У самиць цього підвиду нижня частина тіла темно-сіра. Самці підвиду T. c. venusta є більшими за самців номінативного підвиду, хвіст у них більш довгий, потилиця дуже темна, синьо-зелена. У самиць цього підвиду нижня частина тіла більш темно-сіра, боки у них зелені. У самців підвиду T. c. rostrifera спина повністю зелена. У самців підвиду T. c. fannyae лоб зелений, блискучий, у самиць цього підвиду нижня частина тіла більш темно-сіра. Самці підвиду T. c. subtropicalis є схожими на самців підвиду T. c. fannyae, однак потилиця у них бронзова, а спина менш фіолетова. У самиць цього підвиду нижня частина тіла більш бліда. У самців підвиду T. c. verticeps спина повністю зелена. У самців підвиду T. c. hypochlora живіт переважно зелений з невеликою кількістю фіолетового, потилиця і груди з боків блакитні, нижні покривні пера хвоста мають білі краї. У самиць цього підвиду нижня частина тіла повністю блідо-сіра, покривні пера хвоста у них мають білі краї.

## Підвиди
Виділяють вісім підвидів:
- T. c. townsendi Ridgway, 1888 — від східної Гватемали і Белізу до південно-східної Гватемали;
- T. c. venusta (Gould, 1851) — від східного Нікарагуа до центральної Панами;
- T. c. colombica (Bourcier, 1843) — від гирла Магдалени на півночі Колумбії на схід до північно-східної Венесуели;
- T. c. rostrifera Phelps, WH & Phelps, WH Jr, 1956 — північно-західна Венесуели (Тачира);
- T. c. fannyae (Delattre & Bourcier, 1846) — від східної Панами до південно-західної Колумбії;
- T. c. subtropicalis Griscom, 1932 — долина річки Каука і сусідні схили Західного і Центрального хребта Колумбійських Анд;
- T. c. verticeps (Gould, 1851) — західні схили Анд на південному заході Колумбії і на заході Еквадору;
- T. c. hypochlora Gould, 1871 — низовини на південному заході Еквадору і північному заході Перу.

Деякі дослідники виділяють підвиди T. c. fannyae, T. c. subtropicalis, T. c. verticeps і T. c. hypochlora у окремий вид — колібрі-лісовичка зеленолобого (Thalurania fannyae).

## Поширення і екологія
Фіолетоволобі колібрі-лісовички мешкають в Гватемалі, Белізі, Гондурасі, Нікарагуа, Коста-Риці, Панамі, Колумбії, Еквадорі, Перу і Венесуелі. Вони живуть у вологих рівнинних і гірських тропічних лісах, на узліссях і галявинах, на плантаціях і в садах. В Панамі вони гніздяться на висоті до 130 м над рівнем моря, в Колумбії і Венесуелі на висоті від 1600 до 2000 м над рівнем моря, в Перу на висоті до 950 м над рівнем моря. В Коста-Риці птахи гніздяться на висоті до 900 м над рівнем моря, а під час негніздового періоду мігрують на висоту 1200 м над рівнем моря. Також були помічені локальні висотні переміщення, коли птахи реагували на початок цвітіння певних рослин.
Фіолетоволобі колібрі-лісовички живляться нектаром різноманітних квітучих трав'янистих рослин, чагарників, епіфітів і невисоких дерев, рідше великих дерев. Птахи шукають їжуна закритих або напіввідкритих ділянках і уникають відкритих місць. Під час сезону розмноження самці шукають нектар в кронах дерев, а самиці в підліску, однак під час негніздового періоду вони шукають їжу в усіх ярусах лісу. І самиці, і самці зихищають багаті на нектар кормові території, причому самиці є більш агресивними, ніж самці, а їх території є більш багатими на нектар. Крім того, і самиці, і самці живляться дрібними безхребетними, яких ловлять в польоті, зазвичай в кронах дерев або на галявинах. Птахи також збирають комах з листя, однак самиці роблять це частіше, ніж самці.
Початок сезону розмноження у фіолетоволобих колібрі-лісовичків різниться в залежності від регіону. В Коста-Риці він триває з лютого по червень, в Панамі з березня, на північному заході колумбії з лютого по вересень, в північній і центральній Колумбії з березня по серпень, на південному заході Колумбії майже протягом всього року. Гніздо чашоподібне, робиться з луски деревовидної папороті, рослинних волокон і павутиння, зовні покривається лишайником і мохом, розміщується на горизонтальній гілці під листом, на висоті до 5 м над землею, іноді вище. В кладці 2 яйця.